# Bernd Westphal (Politiker)

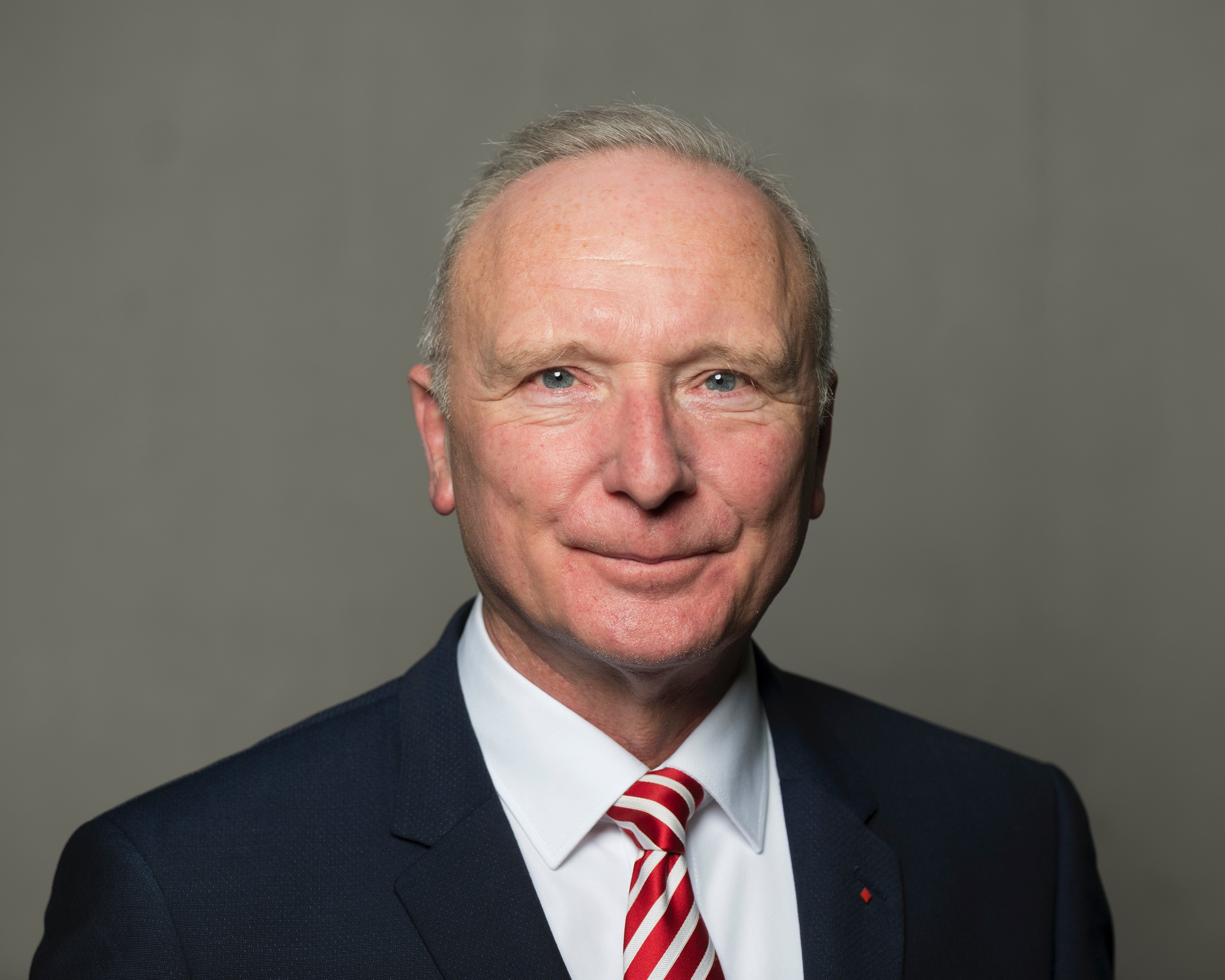
Bernd Westphal (2022)

Bernd Helmut Westphal (* 30. September 1960 in Hildesheim) ist ein deutscher Politiker der SPD und Chemielaborant. Von 2013 bis 2025 war er Mitglied des Deutschen Bundestages, ab 2015 war er außerdem wirtschaftspolitischer Sprecher der SPD-Bundestagsfraktion.

## Werdegang
Westphal wuchs in Giesen auf, wo er den Kindergarten und die Grundschule besuchte. An der Schiller-Realschule in Sarstedt erhielt er den erweiterten Sekundarabschluss I. Er ließ sich daraufhin zum Chemielaboranten ausbilden, nach Ende der Ausbildung wurde er in Form eines unbefristeten Arbeitsverhältnisses Angestellter im Kalibergwerk Siegfried-Giesen der K+S AG. Dort war er als Laborant für die Produktionsüberwachung im Dreischichtbetrieb zuständig. Von 1982 bis 1983 leistete er seinen Wehrdienst beim Sanitätsbataillon 1 in Hildesheim ab. Später ließ er sich zum Betriebsstatistiker weiterbilden und arbeitete wieder bei K+S in Giesen, diesmal in der Betriebsabrechnung. Von 1992 bis 1993 studierte er an der Sozialakademie in Dortmund, danach wurde er hauptamtlicher Gewerkschaftssekretär der IG Bergbau und Energie, der er von 1978 angehörte, diese ging später in der IG Bergbau, Chemie, Energie auf. 2005 wurde er Vorstandssekretär in der IG BCE bei der Hauptverwaltung in Hannover. Im Gewerkschaftsbereich hatte er auf deutscher und europäischer Ebene noch weitere Funktionen und Engagements inne.
Westphal ist Vater dreier erwachsener Söhne.

## Politik
1984 trat Westphal der SPD bei, deren Vorsitzender im Ortsverein der Gemeinde Giesen er noch heute ist. Er gehört dem Gemeinderat an und ist dort finanzpolitischer Sprecher. Er war Beisitzer des SPD-Unterbezirkes Hildesheim. Bei der Bundestagswahl 2013 zog er über die Landesliste der SPD in Niedersachsen in den Deutschen Bundestag ein, bei den Bundestagswahlen 2017 und 2021 errang er das Direktmandat im Wahlkreis Hildesheim.
Westphal ist ordentliches Mitglied im Ausschuss für Wirtschaft und Energie, ordentliches Mitglied Parlamentarischer Beirat für nachhaltige Entwicklung, stellvertretendes Mitglied im Ausschuss für Gesundheit. sowie Mitglied des Beirates der Bundesnetzagentur. 
Im Juli 2024 teilte Westphal mit, bei der Bundestagswahl 2025 nicht erneut zu kandidieren.

## Weitere Mitgliedschaften (Auswahl)
- NaturFreunde Deutschlands OG Alfeld (Leine)
- Arbeiterwohlfahrt
- Präsident der Deutsch-Französischen Partnerschaft Chabanais-Giesen e. V.
- TSV Giesen
- SFC Giesen
- Förderverein Robert-Bosch-Gesamtschule Hildesheim
- Förderverein Volleyball TSV Giesen
- Förderverein Freiwillige Feuerwehr Giesen
- Mach meinen Kumpel nicht an!
- ExxonMobil Central Europe Holding GmbH, Hamburg, Mitglied des Aufsichtsrates (bis 30. November 2013)
- CeramTec GmbH, Plochingen, Mitglied des Aufsichtsrates (bis 30. November 2013)
- Förderkreis „Freunde der Paul-Feindt-Stiftung“
- Mitglied im Verein der Freunde und Förderer des Weltkulturerbes Fagus-Werk e. V.